# Yucateeks Maya

verbreiding van Yucateeks Maya

Het Yucateeks Maya (Yucateeks Maya: Yukatek of Maaya t'aan) is een taal uit de Mayataalfamilie, die gesproken wordt door de Yucateekse Maya van het schiereiland Yucatán. Het is de moedertaal van veel Yucateken, vooral in landelijke gebieden. Het Yucateeks is ten nauwste verwant aan het Lacandoons en het Itzá, in mindere mate ook aan het Mopán.

## Geschiedenis
Omstreeks 1500 voor Christus splitste het Yucateeks zich van rest van de Mayataalfamilie af. Oorspronkelijk werd het Yucateeks Maya geschreven in hiërogliefen, al gebruikt men tegenwoordig het Latijns alfabet. Het Yucateeks Maya werd in de 16e eeuw voor het eerst in het Latijnse schrift vastgelegd door Spaanse missionarissen. Ze gingen daarbij uit van de destijds gangbare Spaanse spelling, waardoor bijvoorbeeld sh als x wordt geschreven. Voor een klank die tegenwoordig als 'ts' wordt geschreven, werd aanvankelijk een omgekeerde c gebruikt. In 1980 werd voor het eerst een uniforme spelling overeengekomen door een groep Mayanisten geleid door Alfredo Barrera Vásquez. Deze spelling is in 1986 ook (voor zover mogelijk) door de Academie van Mayatalen van Guatemala voor de Mayatalen die in Guatemala worden gesproken overgenomen.
De taal wordt ook wel kortweg Maya genoemd. Haar sprekers waren aanvankelijk de enigen die zichzelf Maya's noemden. Het gebruik om alle volkeren die Mayaanse talen spreken Maya's te noemen stamt uit de 19e eeuw.

## Kenmerken
Een opvallend kenmerk van het Yucateeks (en veel andere Mayatalen) is het gebruik van geglottaliseerde klinkers (meestal p, t en k). Deze worden vaak uitgesproken met een glottisslag, waardoor er een soort plofgeluid ontstaat. Oorspronkelijk werd deze klank niet opgeschreven, tegenwoordig wordt het echter met een apostrof aangeduid: k'ux k'a k'al (Het is heet buiten). Samen met Uspanteeks en dialecten van het Tzotzil, is het Yucateeks de enige Mayataal die een toonsysteem heeft ontwikkeld. Het Yucateeks kent twee tonen, hoog en laag, waarbij de hoge tonen met een accent geschreven wordt, zodat bijvoorbeeld pool (hoofd) kan worden onderscheiden van póol (snijden).
Yukateeks heeft VSO-syntaxis en is ergatief. Zelfstandige naamwoorden kennen twee geslachten en de taal kent niet minder dan elf werkwoordstijden.
Nederlandse woorden die afkomstig zijn uit het Yucateeks Maya zijn cenote (van tso'ono'ot), orkaan (van hunraken) en indirect sisal (genoemd naar de havenstad Sisal, van siísil, vochtigheid). Mogelijk is ook het woord sigaar van Maya-oorsprong (van siq, roken) maar dat is niet zeker. Volgens de Mayanist Michael D. Coe is ook het Engelse woord shark (haai) uit het Maya afkomstig (van xook), maar de Oxford English Dictionary noemt de herkomst van dat woord onzeker. Ook het woord Maya zelf (Maaya, meervoud: Maaya'ob) is uit het Yucateeks afkomstig.

## Letterkunde
In het Yucateeks zijn zeer belangrijke bronnen van de Mayacultuur gesteld, allereerst de zg. boeken van Chilam Balam, in esoterische taal gestelde, uiterst merkwaardige mengelmoezen uit de koloniale tijd van inheemse geschiedenis, mythologie, kalenderkunde, en astrologie (met sterke invloed van de Spaanse wichelarij). Daarnaast ook de belangrijkste verzameling van vroeg-koloniale inheemse genezingsrituelen, het zg. Ritueel van de Bacabs.

## Media
De in december 2006 onder regie van Mel Gibson uitgebrachte film Apocalypto is in het Yucateeks Maya gesproken.

## Verwijzingen
- Ralph L. Roys, The Book of Chilam Balam of Chumayel. Norman: University of Oklahoma Press.
- Ralph L. Roys, Ritual of the Bacabs. Norman: University of Oklahoma Press.